# ブエノスアイレス植物園
ブエノスアイレス植物園（Jardín Botánico de Buenos Aires）は、アルゼンチンの首都ブエノスアイレスにある植物園。

## 概要
1898年開園。園の設計はフランス人造園家カルロス・タイスによるものである。アール・ヌーヴォーの温室やローマ庭園、イギリス式建築の管理棟などヨーロッパの影響を強く受けた植物園となっている。
都心の商業地パレルモに立地しており、敷地は広くないが、植物学の研究施設として重要な地位を占めている。植物標本館、図書館、造園学校などがあり、ブエノスアイレス大学も利用している。
園内には多数の猫がいることで有名である。処分に困った所有者が園の中に置き去りにしているためで、抜本的な対策がない状態である。しかし、猫の世話（餌や去勢）をしているボランティア組織があるため、植物園側は放任している。

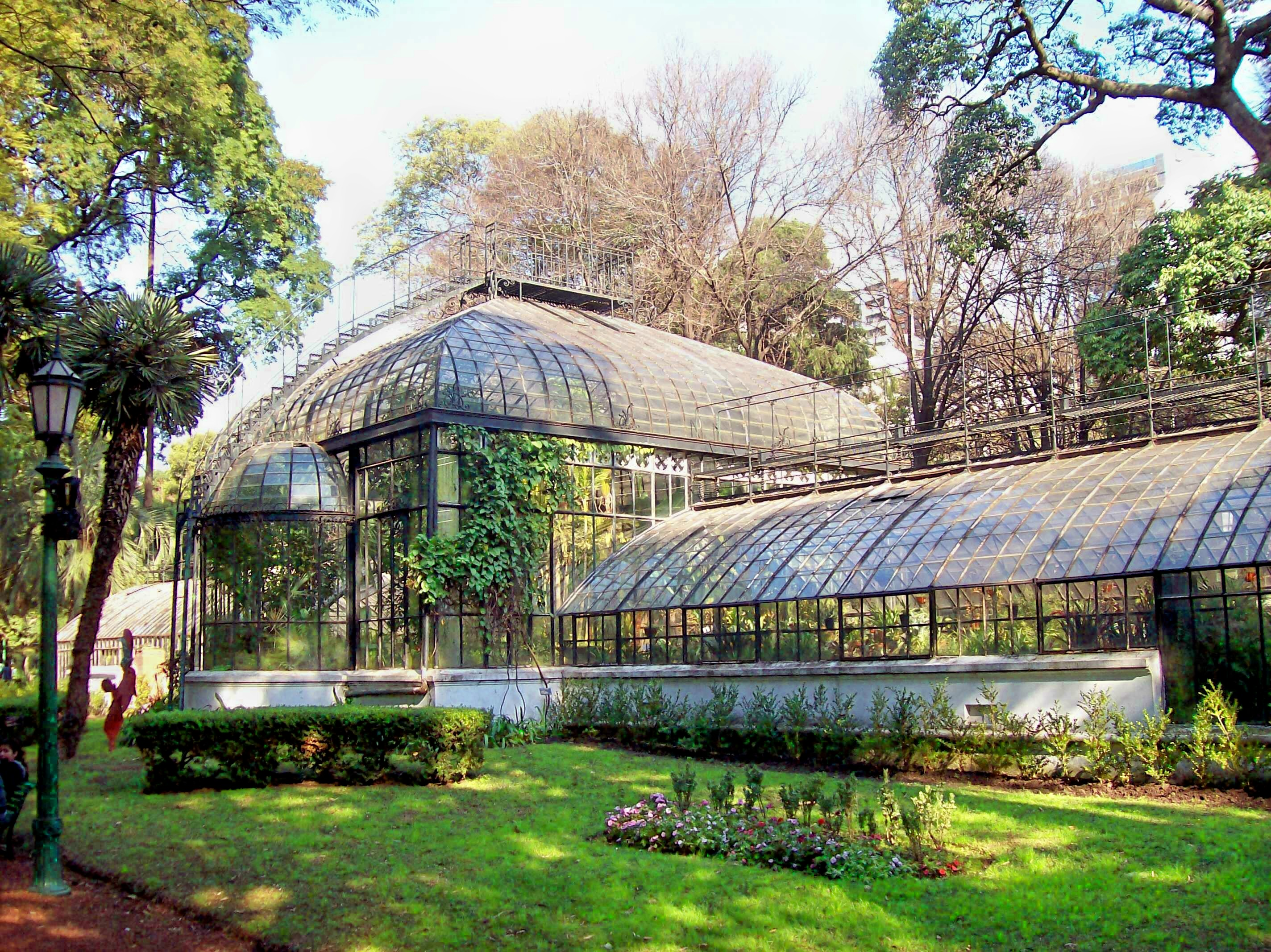
温室